# Halloughton
 (janvier 2024).
Halloughton est un village du Nottinghamshire, en Angleterre.